# Comin' Thro' the Rye

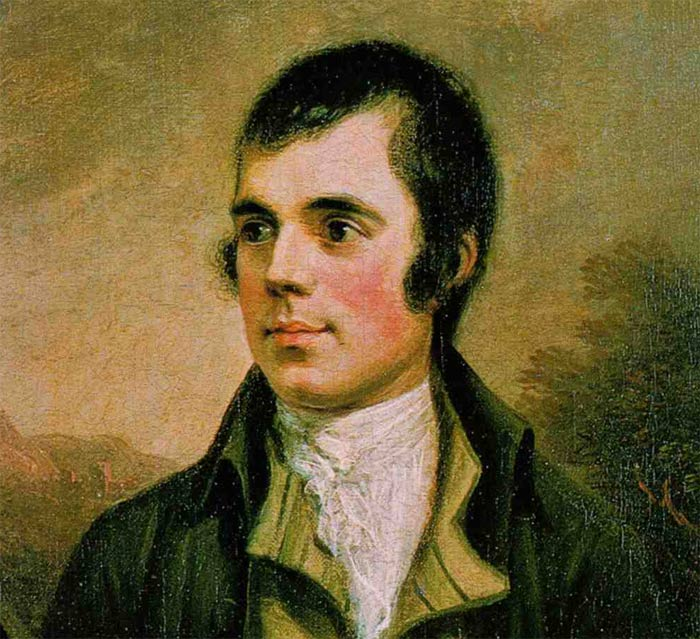
Le poète écossais Robert Burns en 1787.

Comin' Thro' the Rye est un poème de Robert Burns écrit en 1782. Les paroles en sont mises en musique sur l'air de Common' Frae The Town ; c'est une variante de l'air sur lequel on chante en général Auld Lang Syne.

## Les paroles de Robert Burns
| Texte de Robert Burns O, Jenny's a' weet,[A] poor body, Jenny's seldom dry: She draigl't[B] a' her petticoatie, Comin thro' the rye! Chorus: Comin thro' the rye, poor body, Comin thro' the rye, She draigl't a' her petticoatie, Comin thro' the rye! Gin[C] a body meet a body Comin thro' the rye, Gin a body kiss a body, Need a body cry?[D] (chorus) Gin a body meet a body Comin thro' the glen Gin a body kiss a body, Need the warl'[E] ken?[F] (chorus) Gin a body meet a body Comin thro' the grain; Gin a body kiss a body, The thing's a body's ain.[G] (chorus) Traduction en anglais « classique » de certains mots - A weet – wet - B draigl't – draggled - C gin – if, should - D cry – call out [for help] - E warl – world - F ken – know - G ain – own | Traduction en français O, pauvre corps tout mouillé de Jenny, Il n'est que rarement sec : Elle a traîné tout son jupon dans la boue, En traversant le champ de seigle Refrain : En traversant le champ de seigle, pauvre corps, En traversant le champ de seigle Elle a traîné tout son jupon dans la boue, En traversant le champ de seigle Si un corps rencontre un corps, En traversant le champ de seigle Si un corps embrasse un corps, Faut-il qu'un corps appelle à l'aide ? (refrain) Si un corps rencontre un corps En traversant la combe Si un corps embrasse un corps, Faut-il que le monde le sache ? (refrain) Si un corps rencontre un corps En traversant le grain ; Si un corps embrasse un corps, C'est affaire propre à un corps (refrain) |
| Fichier audio | |
| Comin' Thro' the Rye | |
| Tune for Comin' Thro' the Rye | |
| Des difficultés à utiliser ces médias ? | |
| modifier | |

## L'Attrape-cœurs
Le titre du roman L'Attrape-cœurs (en anglais The Catcher in the Rye), écrit en 1951 par J. D. Salinger, vient du nom du poème. 
Holden Caulfield, le protagoniste du roman, se souvient à tort d'un passage du poème comme signifiant « si un cœur attrape un cœur », et non « si un corps rencontre un corps » (« Gin a body meet a body »). Il se représente constamment des enfants jouant dans un champ de seigle (« rye » en anglais) tout au bord d'une falaise, et se voit les attraper lorsqu'ils commencent à tomber. 
Le traducteur français, Sébastien Japrisot, changera cette notion d'attrape-corps en attrape-cœur en référence au roman L'Arrache-cœur de Boris Vian.